# ヴァレンタイン・キャメロン・プリンセプ
ヴァレンタイン・キャメロン・プリンセプ（Valentine Cameron Prinsep、Val Prinsepとも、1838年2月14日 - 1904年11月4日）はイギリスのラファエル前派に属する画家である。

## 略歴
インドのコルカタに、インド植民地政府の高官（インド高等文官）のヘンリー・トービー・プリンセプの息子に生まれた。芸術愛好家の家庭で、父親はラファエル前派の画家、ジョージ・フレデリック・ワッツの友人で、母親セーラ・プリンセプは有名な芸術写真家となったジュリア・マーガレット・キャメロンの姉妹にあたる。一家は1843年にイギリスに戻り、1851年からロンドンのLittle Holland Houseで暮らした。
父親との関係から、プリンセプは最初にワッツから美術を学んだ。1856年からトルコのハリカルナッソスの考古学調査に参加した後、パリのシャルル・グレールのアトリエで学んだ。同じ時期に、ジェームズ・マクニール・ホイッスラー（1834-1903）やエドワード・ポインター（1836-1919）、ジョージ・デュ・モーリアといった後にイギリスの美術界の重要な画家たちがグレールに学んでいた。パリでの修行を終えるとイタリアを訪れ、エドワード・バーン＝ジョーンズとシエナを訪れた。
1862年から、ロイヤル・アカデミー・オブ・アーツの展覧会に出展をはじめ、好評を得た。ラファエル前派のスタイルで女性像を描いた。1879年にロイヤル・アカデミーの準会員となり、1894年に正会員となった。
1884年に裕福な家の娘と結婚し、裕福な会社の役員、土地所有者となった。

## 作品

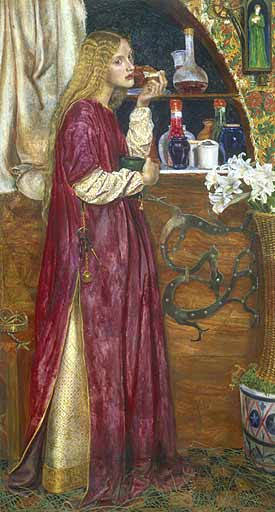
パーラーの女王 (1860)
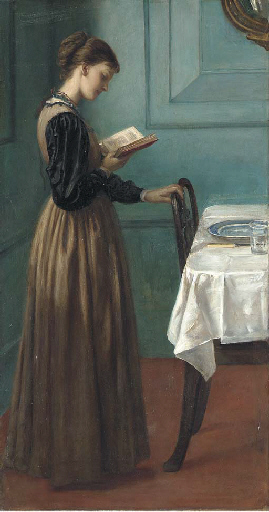
読書する少女
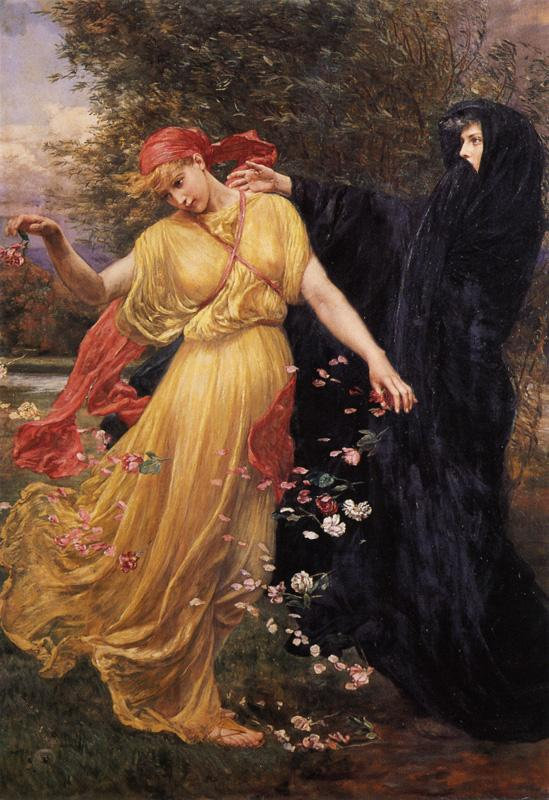
冬の始まり
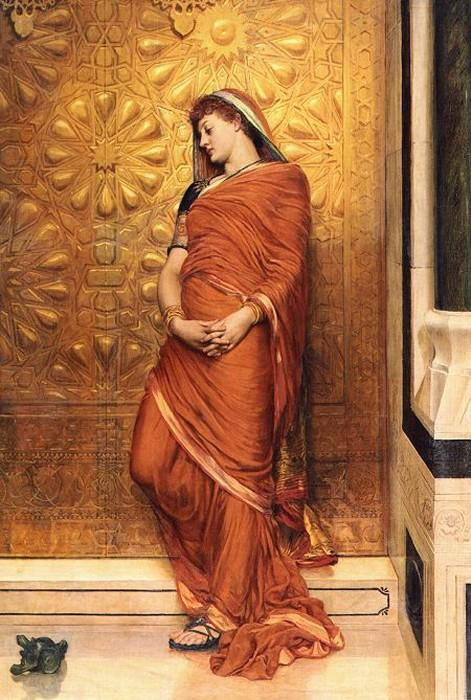
金色の扉の前で
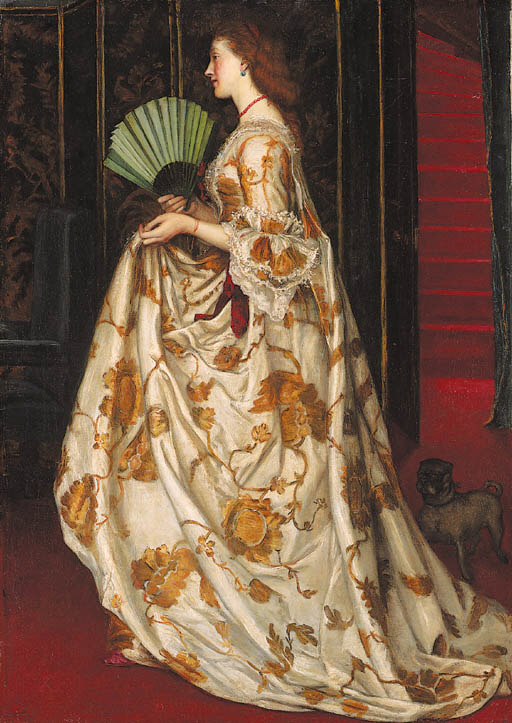
My Lady Betty
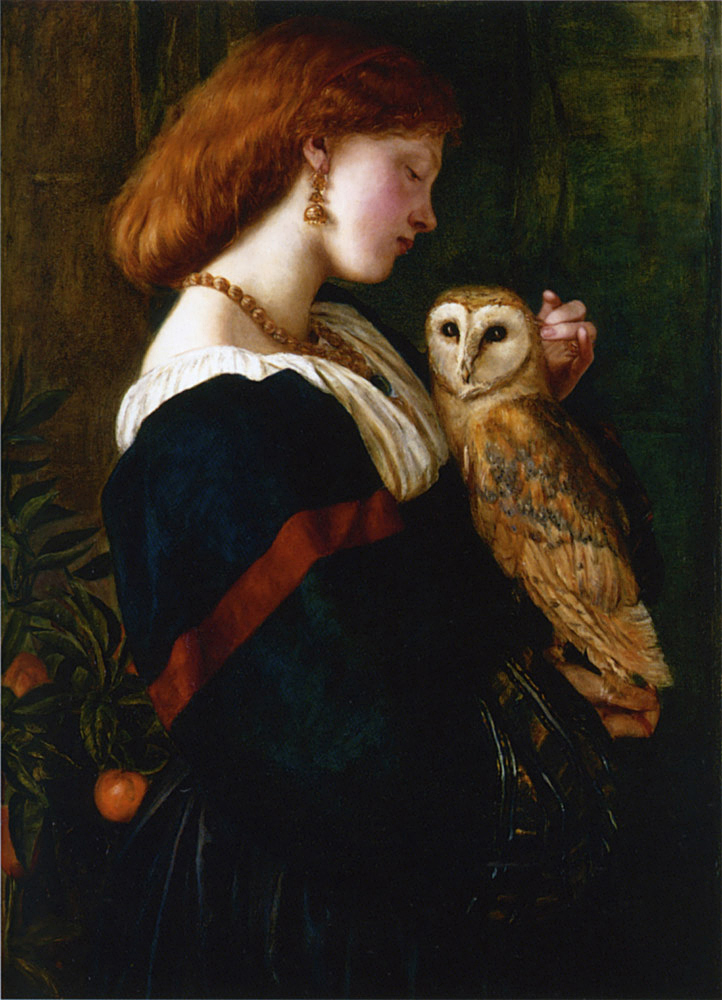
フクロウ
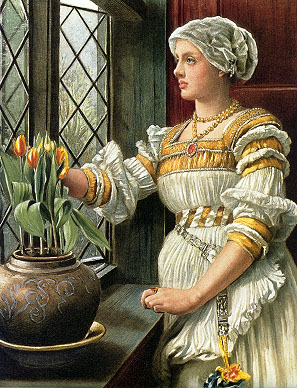
マリアナ -「尺には尺を」の人物

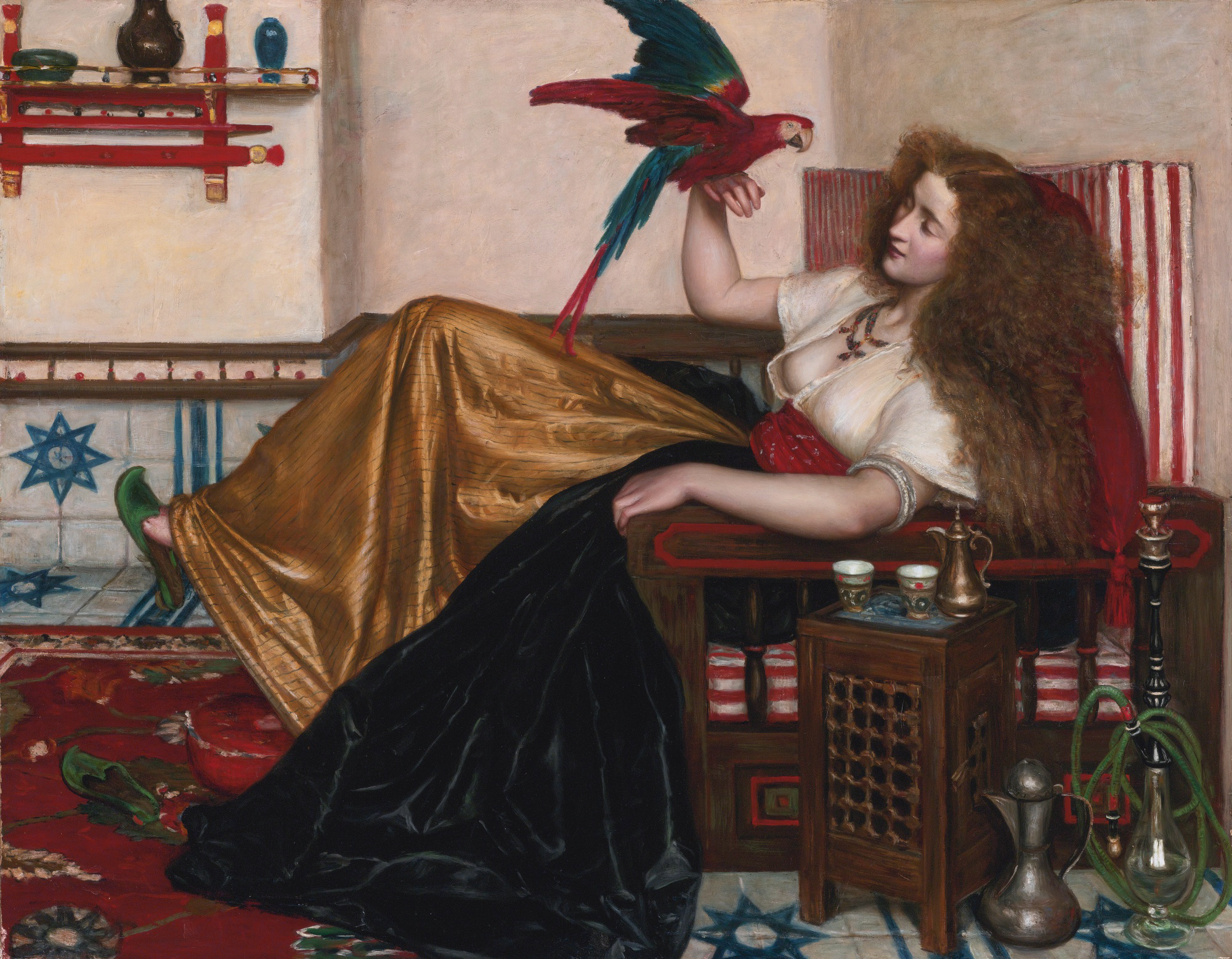
横たわる女とオウム
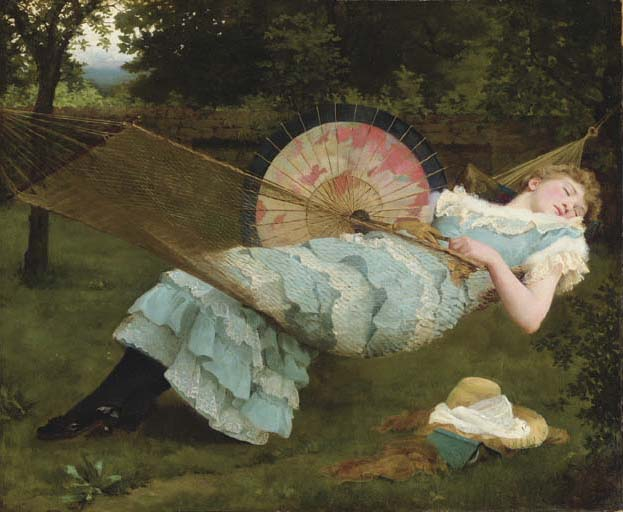
甘い休息
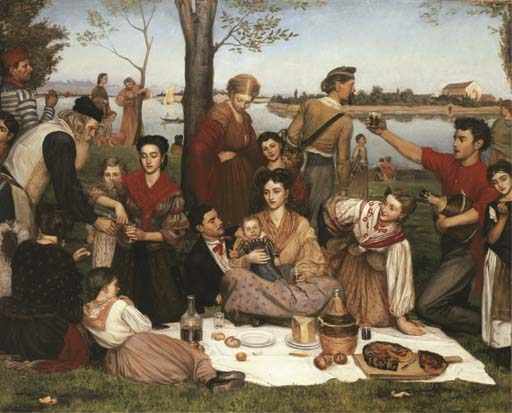
La Festa di Lido